# 馮文止
冯文止（?—?），字子静，号东山，山西壺關縣人，清朝政治人物。同進士出身。

## 生平
乾隆二十四年（1759年）己卯科山西鄉試第一名舉人。乾隆二十八年（1763年），登进士，曾任平陆教谕、河東都轉運司儒学教授，著有《东山堂集》。